# Robert Laufoaulu
Robert Laufoaulu, né le 7 juillet 1947 à Wallis (Wallis-et-Futuna), est un homme politique français. Il est sénateur de Wallis-et-Futuna de 1998 à 2020.

## Biographie
Titulaire d'un doctorat d'ethnologie, il est enseignant de profession et religieux de la congrégation des frères du Sacré-Cœur. Lors des élections sénatoriales de 1998, il est élu sénateur pour Wallis-et-Futuna le 27 septembre 1998. N'étant pas parmi les six candidats du premier tour, qui siégeaient tous à l'assemblée territoriale, il est investi en vue du second tour par l'alliance des partis opposés au candidat Kamilo Gata, ancien député de Wallis-et-Futuna. Robert Laufoaulu remporte le second tour par 14 voix contre 7.
Sous son impulsion, une réflexion est menée dans les années 1990 par la direction de l'enseignement catholique pour introduire l'enseignement en langue polynésienne.
Durant l'affaire Make Pilioko, il est un soutien du roi Tomaski Kulimoetoke.
Il est réélu au premier tour des élections sénatoriales de 2008 et de 2014. Au Sénat, il siège en tant que rattaché au groupe RPR, UMP puis LR, avant de rejoindre en 2018 le groupe Les Indépendants – République et territoires. En 2014, il signe une tribune dénonçant la suppression de la notion de détresse dans l'application de l'IVG. En 2016, il est sanctionné financièrement pour son absentéisme.
En vue de la primaire de la droite et du centre de 2016, il soutient Alain Juppé et se montre ouvertement contre la gestation pour autrui. Il appelle à voter à l’élection présidentielle de 2017 pour François Fillon, qui obtient 28,5 % des voix à Wallis-et-Futuna, contre 20 % au niveau national.
Candidat à un quatrième mandat aux élections sénatoriales de 2020, il est battu au second tour, obtenant 43 % des suffrages face à Mikaele Kulimoetoke.